# Вулиця Академіка Баха (Київ)
Ву́лиця Акаде́міка Ба́ха — вулиця в Дніпровському районі міста Києва, місцевість Соцмісто. Пролягає від вулиці Гетьмана Павла Полуботка до бульвару Верховної Ради.
Прилучається вулиця Вінстона Черчилля. 

## Історія
Вулиця виникла у 50-х роках XX століття під назвою Сталінаба́дський прову́лок. Сучасна назва на честь українського науковця-біохіміка, академіка АН СРСР, Героя Соціалістичної Праці Олексія Баха — з 1961 року.
У довіднику «Вулиці Києва», виданому у 1995 році, зазначена як ліквідована у 2-й половині 1970-х — 1990-х роках, однак фактично продовжувала існувати. Позначена на нових картах міста.
У 1957–1961 роках у Києві існувала також вулиця Академіка Баха на Воскресенській слобідці.